# Constituição da Zâmbia
A Constituição da Zâmbia foi formalmente adotada em 1991 e emendada em 2009 e pela última vez emendada em 2016.